# Opharus laudia
Opharus laudia är en fjärilsart som beskrevs av Druce. Opharus laudia ingår i släktet Opharus och familjen björnspinnare. Inga underarter finns listade i Catalogue of Life.